# Jeffrey Thomas
Jeffrey Thomas es un actor neozelandés nacido en Gales, conocido fundamentalmente por sus papeles en televisión.

## Carrera de actor
Thomas saltó a la fama en Nueva Zelanda a finales de los años 1980 con el papel protagonista del inspector Sharky Finn en la serie dramática policiaca del canal TVNZ titulada Shark in the Park, y también es bien conocido por sus papeles en dos longevas soap operas neozelandesas: Mercy Peak y Shortland Street. Su voz característica se puede oír también en la narración de un gran número de documentales.
Internacionalmente, sin embargo, se le conoce más por su papel de Jasón en Hercules: The Legendary Journeys y por la narración del falso documental La verdadera historia del cine, de Costa Botes y Peter Jackson. Más recientemente representó el papel de Tito Léntulo Batiato en la serie de Starz Spartacus: Gods of the Arena.
Thomas ha vuelto a trabajar a las órdenes del director Peter Jackson en la trilogía de El hobbit, películas en las que interpreta el papel del rey enano Thrór, abuelo del protagonista Thorin Escudo de Roble.

## Otros trabajos
Thomas se graduó en las universidades de Liverpool y Oxford en Inglaterra. Habla galés e inglés de forma fluida, y escribe material dramático en ambos idiomas. Ha escrito el guion de varios episodios de programas de televisión de Nueva Zelanda, y también el de la serie dramática galesa Mwy Na Phapur Newydd. También ha escrito una obra de teatro, Playing the Game, que se ha representado en Nueva Zelanda y el Reino Unido, un cortometraje titulado Making Money y dos libros, uno de ellos una recopilación de historias para niños.